# Krakatau-Archipel
Der Krakatau-Archipel, auch Pulau-Pulau Krakatau oder indonesisch Kepulauan Krakatau genannt, ist ein unbewohnter indonesischer Archipel in der Sundastraße im östlichen Indischen Ozean. Er liegt zwischen den großen Inseln Sumatra im Nordwesten und Java im Südosten.
Die Inselgruppe, die vor allem wegen des Vulkans Krakatau und seinem gewaltigen Ausbruch von 1883 bekannt ist, bestand ursprünglich aus drei Inseln, die ihrerseits vermutlich Reste einer zerstörten Vorgängerinsel gewesen sind. Durch den Vulkanausbruch 1883 wurde die Hauptinsel Krakatau bis auf den Südteil vollständig zerstört. Dafür wächst derzeit im Zentrum des Archipels die Insel Anak Krakatau über einem aktiven Schlot des Krakataus aus dem Meer.

## Liste der Krakatau-Inseln
- Karte mit allen Koordinaten:
- OSM |
- WikiMap

Alle Inseln sind unbewohnt. Flächenangaben seit dem Ausbruch von 1883.
| Inselname                             | Koordinaten           | Fläche |
| ------------------------------------- | --------------------- | ------ |
| Sertung / Verlaten Island             | 06° 06′ S, 105° 23′ O | 7,7    |
| Anak Krakatau                         | 06° 06′ S, 105° 25′ O | 4,3    |
| Rakata / Krakatau                     | 06° 09′ S, 105° 26′ O | 12,0   |
| Panjang (Lang Island, Krakatau Kecil) | 06° 06′ S, 105° 27′ O | 2,6    |

## Politik
Verwaltungstechnisch zählt der Archipel zur indonesischen Provinz Lampung.
Seit 1980 gehört der Krakatau-Archipel zum Ujung-Kulon-Nationalpark, welcher 1992 von der UNESCO als Weltnaturerbe anerkannt wurde.